# Adharvaa
Adharvaa (ur. 7 maja 1989 w Ćennaju) – indyjski aktor.
Urodził się w Ćennaju, jako starszy syn Muraliego i Shobhy. Pracę w tamilskim przemyśle filmowym rozpoczął w 2010, grając w Baana Kaathadi. Obraz spotkał się z pozytywnymi recenzjami. Kolejne filmy z jego udziałem, takie jak Ko czy Muppozhuthum un Karpanaigal również odniosły sukces. Ostatni z wymienionych był wyświetlany podczas festiwalu w Cannes.
Adharvaa występował również w filmach w telugu (Kurraloy Kurrallu) i kannada (Local Train). Wyróżniony Edison Award za najlepszy męski debiut (2010).